# Crelan
 (juillet 2011).
Si vous disposez d'ouvrages ou d'articles de référence ou si vous connaissez des sites web de qualité traitant du thème abordé ici, merci de compléter l'article en donnant les références utiles à sa vérifiabilité et en les liant à la section « Notes et références ».

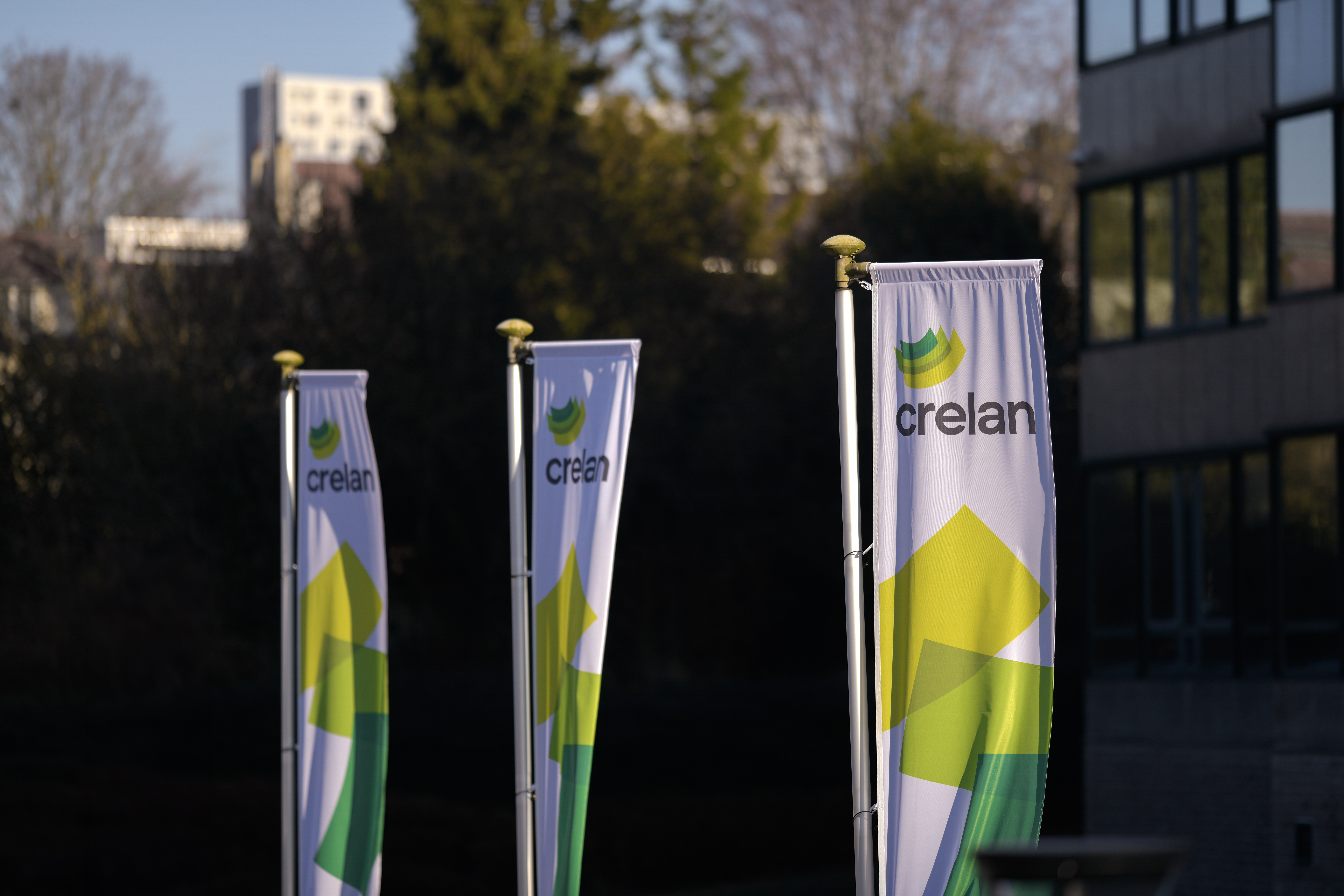
Siège de Crelan

Crelan, issue de la fusion entre Centea et le Crédit agricole, est une banque belge coopérative, créée par l’État belge en 1937. Son rôle consistait alors à octroyer des crédits aux agriculteurs et aux horticulteurs. À présent, Crelan est une banque autonome et privée offrant une gamme de produits et de services complets à sa clientèle de particuliers, d’indépendants et d’entreprises.
Crelan est un mot-valise composé des trois premières lettres de Crédit agricole en français et des trois premières lettres de Crédit agricole en néerlandais ((nl) Landbouwkrediet).

## Historique
En 1937, l’Institut national de Crédit agricole (INCA) qui est une institution de crédits destinée aux agriculteurs et aux horticulteurs, est créée. Dans les années 1960, la banque entame un partenariat avec des Caisses coopératives constituées d’associations agricoles et d’agriculteurs. Le rôle de ces Caisses consiste à cautionner les crédits accordés aux agriculteurs et à récolter des fonds pour financer le développement des crédits.
En 1992, le parastatal (nom désignant les organismes d'intérêt public en Belgique) INCA est transformé en une société anonyme bancaire appelée Crédit agricole. L'année suivante, les Caisses coopératives Agricaisse et Lanbokas sont les premiers actionnaires privés du Crédit agricole. Leur entrée dans le capital donne à la banque le statut de banque privée. Elles sont aujourd'hui encore actionnaires du Crédit agricole. En 1995 et 1996, Swiss Life Belgium et Bacob deviennent actionnaires.
En 2003, le Crédit agricole France et les Caisses coopératives prennent chacun une participation de 50 %. L'année suivante, la banque acquiert Europabank, puis Keytrade Bank en 2005.
Le 3 mars 2011, le groupe financier belge KBC cède Centea au Crédit agricole. Cette acquisition est effective depuis le 1er avril 2013 avec la naissance de Crelan.
En 2014, le Crédit agricole France et ses caisses régionales Nord et Nord-Est vendent, pour un montant estimé entre 350 et 400 millions d'euros, leur participation de 50 % dans Crelan aux caisses coopératives belges actionnaires de Crelan, qui étaient déjà actionnaires à 50 % de l'entreprise.
En décembre 2015, Arkéa entre en négociation exclusive pour acquérir Keytrade Bank à Crelan.
2018 : Création de la CrelanCo Foundation.
Avec le lancement de la CrelanCo Foundation, Crelan concrétise son engagement social. La fondation soutient des projets durables désignés par les coopérateurs.
En 2019, la Fédération des Caisses du Crédit agricole est dissoute et ses tâches sont reprises par CrelanCo, le noyau coopératif de la banque. En 2019, un accord existe entre la banque Crelan et AXA pour le rachat futur de AXA Bank Belgium pour un montant de 540 millions d'Euros. La transaction est bouclée le 31 décembre 2021, à la suite de l'approbation de la Banque centrale européenne. Cette opération place Crelan parmi les cinq premières banques de détail belges. Depuis 2021, les clients de Crelan ont également accès à l'offre étendue d'AXA en matière d'assurance non-vie. Dans le même temps, Crelan Insurance a été transférée à AXA Belgium. La fusion entre Crelan et AXA Bank Belgium a été finalisé le 10 juin 2024.
2020 : Agilité en temps de crise et concentration sur le bien-être
En pleine crise du coronavirus, Crelan passe à la vitesse de l'éclair au travail à domicile au début de l'année 2020. La banque réussit à garantir son service aux clients et la sécurité des employés. Cela constitue la base du projet « New Way of Working », qui vise plus de flexibilité, d'autonomie et de bien-être au travail. Pour la cinquième année consécutive, Crelan reçoit le label Top Employer.
2021-2024 : Fusion avec AXA Bank Belgium - économies d'échelle et croissance
L'acquisition d'AXA Bank Belgium par le Groupe Crelan a été finalisée avec succès le 31 décembre 2021, à la suite de l'approbation de la Banque centrale européenne. Depuis lors, les deux banques ont travaillé à l'intégration complète, la fusion légale étant prévue pour le printemps 2024. Cette étape place Crelan parmi les cinq premières banques de détail belges.  La fusion entre Crelan et AXA Bank Belgium a été finalisée le 10 juin 2024.
2025 : Partenariat stratégique avec le Crédit Agricole
En mai 2025, le groupe Crelan et le groupe Crédit Agricole ont annoncé la signature d'un accord de partenariat à long terme. Dans le cadre de ce partenariat, le Crédit Agricole prendra une participation minoritaire de 9,99 % dans Crelan. En outre, l'accord prévoit des collaborations commerciales dans les domaines de la gestion d'actifs, de la banque privée et du leasing, permettant ainsi à Crelan de renforcer son offre et son expertise.
En mai 2025, le Crédit agricole France annonce avoir pris une participation minoritaire de 9,9%.

## Sponsoring sportif
Crelan considère le sport comme un élément important d'un mode de vie sain et équilibré et comme un facteur de cohésion sociale rapprochant les gens. Le fair-play et l'esprit d'équipe sont des valeurs remarquables que Crelan est heureuse de soutenir.

### Crelan est active depuis longtemps comme sponsor de plusieurs disciplines sportives[9]
La banque choisit sciemment des sports avec une grande interaction entre les athlètes et les supporters. Les athlètes sponsorisés sont impliqués professionnellement dans leur discipline, veulent des résultats et sont en même temps proches de leurs supporters. Autant de valeurs auxquelles Crelan s'identifie parfaitement.

#### Basket-ball

##### Belgian Cats & Belgian Lions
Depuis mai 2019, Crelan soutient notre fierté nationale en basket-ball : les Belgian Lions et les championnes d'Europe, les Belgian Cats. Outre la version classique 5x5, Crelan est également un partenaire important de la version « street » moderne : le basket-ball 3x3. Crelan investit aussi dans l'avenir et est le seul sponsor principal des Young Belgian Cats & Lions (U20). Le soutien professionnel des jeunes talents belges est ici capital.

#### Cyclo-cross

##### Crelan–Corendon
Crelan est active en tant que sponsor dans le cyclisme depuis 2000, initialement sous le nom de Crédit Agricole et, depuis septembre 2023, comme sponsor principal de l'équipe de cyclo-cross Crelan-Corendon.
Notre banque s'engage aussi dans le programme de formation des équipes de jeunes U23, afin d'offrir les meilleures chances d’avenir aux jeunes talents belges du cyclo-cross.

#### Cyclisme

##### Alpecin-Deceuninck
Après 4 ans et demi d'absence, Crelan est de retour en tant que sponsor du peloton de cyclisme sur route. Crelan est en effet le partenaire bancaire de l'équipe belge du World Tour : 
Grâce à Crelan, l'équipe peut obtenir sa licence World Tour et briller au plus haut niveau avec des cyclistes de premier plan comme Jasper Philipsen, Mathieu van der Poel,...